# Altobunus formosus
Altobunus formosus is een hooiwagen uit de familie Sclerosomatidae. De wetenschappelijke naam van Altobunus formosus gaat terug op Roewer.